# Dentalium peitaihoensis
Dentalium peitaihoensis är en blötdjursart som beskrevs av King och Ping 1935. Dentalium peitaihoensis ingår i släktet Dentalium och familjen Dentaliidae. Inga underarter finns listade i Catalogue of Life.